# Evelyn McNicol
Evelyn McNicol geb. Camrass (* 11. Oktober 1926 in Glasgow; † 15. April 2021 in Inverness) war eine schottische Bergsteigerin und Teil der ersten nicht-männlichen Expedition in das Jugal Himal im Himalaya.

## Frühes Leben und Ausbildung
McNicol war Medizinerin und machte 1952 ihren Abschluss an der University of Glasgow. Von 1950 bis 1951 war sie Präsidentin des Bergsteigerclubs der University of Glasgow. Sie war Mitglied des Ladies Scottish Climbing Club.

## Die schottische Himalaya-Expedition der Frauen
Mit 28 Jahren war McNicol (damals noch Evelyn Camrass) das jüngste Mitglied der ersten dokumentierten weiblichen Expedition in den Himalaya, zusammen mit Monica Jackson und Elizabeth Stark.
Im Frühjahr 1955 fuhren McNicol, Monica Jackson und Elizabeth Stark nach Indien, von wo aus sie nach Katmandu flogen. Die Expedition startete von Katmandu am 10. April 1955 und endete dort am 1. Juni. Stark und Jackson schafften es, den bis dahin unkartierten Phurbal Chyachumbu Gletscher zu erreichen und erstiegen einen 6151 m (20.180 Fuß) hohen Gipfel an der Grenze zwischen Nepal und Tibet. Sie nannten ihn Gyalgen Peak, nach ihrem leitenden Sirdar. McNicol litt aber unter Höhenkopfschmerzen und blieb in ihrem letzten Camp. Sie kletterte später auf einen Grat in der Nähe des Basislagers der Gruppe, von dem aus sie Korrekturen an ihrer Survey of India-Karte vornahm.
Von 2002 bis 2003 hatte die Scottish National Portrait Gallery eine Ausstellung mit dem Titel On Top Of The World, die Bilder von McNicol und ihrem Team zeigte.

## Privates
Nach der Expedition 1955 kehrte McNicol nach Schottland zu ihrer Tätigkeit als Geburtshelferin in Edinburgh zurück. Sie heiratete und bekam drei Kinder. Sie war später nicht mehr als Bergsteigerin tätig, unternahm aber immer noch gerne Bergwanderungen in Schottland mit anderen ehemaligen Mitgliedern des Glasgow University Climbing Club.